# Дуброва (Ленінградська область)
Дуброва (рос. Дуброва) — присілок Бокситогорського району Ленінградської області Росії. Входить до складу Самойловського сільського поселення.
Населення — 5 осіб (2003 рік).